# Lychnacris vulpes
Lychnacris vulpes – gatunek chrząszcza z rodziny świetlikowatych i podrodziny Lampyrinae.
Gatunek ten opisany został po raz pierwszy w 2013 roku przez Siergieja Kazancewa i Daniela Pereza-Gelaberta na podstawie pojedynczego samca, odłowionego w 2008 roku w Las Yayitas w dominikańskiej prowincji Azua. Epitet gatunkowy pochodzi od łacińskiej nazwy lisa (vulpes), którego to owad przywodzi na myśl swą rudopomarańczową barwą.
Chrząszcz o ciele długości 7,9 mm i szerokości 3 mm, ubarwionym rudopomarańczowo z czarnymi: stopami, wierzchołkowymi członami głaszczków oraz biczykami i nóżkami czułków. Głowa ma stosunkowo małe oczy złożone rozstawione na odległość równą 1,2 ich średnicy oraz blaszkowate czułki sięgające do ⅔ długości pokryw. Półtora raza szersze niż dłuższe, trapezowate w zarysie przedplecze ma trójkątnie wystający przód i ostro wystające kąty tylne. Poprzeczna, trójkątna w zarysie tarczka ma ścięty wierzchołek. Pokrywy są 1,9 raza dłuższe niż szerokie, wyraźnie się zwężające, pokryte delikatnym i dość rzadkim punktowaniem oraz krótkim, przylegającym owłosieniem. Odwłok samca ma zaokrąglone ząbki na ósmym tergicie, stosunkowo długie i przeciętnie wąskie spiculum ventrale oraz krótki i gruby edeagus z szerokimi paramerami i szerokim płatem środkowym.
Owad znany jest wyłącznie z miejsca typowego w dominikańskiej części wyspy Haiti.